# R105 (Ommen)
De Recreatieve weg 105 (R105) bevindt zich in de gemeente Ommen en Hardenberg. Deze weg, de Coevorderweg, begint bij de N347 aan de oostkant van Ommen en loopt naar de Witte Paal. Hier sluit de weg met een turborotonde aan op de N34 richting Hardenberg en de N36 van Almelo naar Arriërveld (ten noorden van Ommen). 
Tot mei 2018 liep de R105 tot de Vechtbrug in het centrum van Ommen en tot 2010 maakte de weg onderdeel uit van de N34.
Nieuwvliet: R101 · R102 · R103 · R104 · R105

Ommen: R101 · R102 · R103 · R104 · R105

Schouwen: R101 · R102 · R103 · R104 · R105 · R106 · R107 · R108 · R109 · R110 · R111 · R112

Spaarnwoude: R101 · R102 · R103 · R104 · R105 · R106

Voorthuizen: R101

IJmuiden: R101 · R102 · R103